# 3568 ASCII
3568 ASCII eller 1936 UB är en asteroid i huvudbältet, som upptäcktes den 17 oktober 1936 av den franska astronomen Marguerite Laugier i Nice. Den har fått sitt namn efter American Standard Code for Information Interchange (ASCII).
Asteroiden har en diameter på ungefär 23 kilometer.